# Jota Medeiros
Jota Medeiros (João Pessoa, 1958) é um artista plástico e poeta brasileiro.

## Biografia
Jota Medeiros é formado em Educação Artística pela Universidade Federal do Rio Grande do Norte (UFRN), e é um dos mais importantes poetas visuais brasileiros.
É autor do livro/poema Progressão, editado pela Stempelplates, de Amsterdã, na Holanda, em 1978, e Geração Alternativa, pela editora Amarela/PROFINC, Natal-RN, no ano de 1997, entre outros trabalhos. Foi editor de Contexto, suplemento especial do jornal A República, no final da década de 1970. 
Organizou várias exposições internacionais de poesia visual na cidade de Natal, e participou como artista convidado do MAM da Bahia e do Brazilian Northeast Festival of Contemporary Art, realizado em Nova Iorque em 1996.